# Étendard royal d'Espagne

Version actuelle de l'étendard royal, sur lequel figurent les armoiries personnelles de Felipe VI, avec le collier de l'ordre de la Toison d'or, la couronne royale et les armoiries de l'Espagne, sur un fond rouge cramoisi.

L'étendard royal d'Espagne est le drapeau personnel du monarque espagnol. La version actuellement en vigueur a été adoptée le 19 juin 2014 et approuvée par le décret royal no 527/2014, du 20 juin, portant création du guidon et l'étendard de Sa Majesté le roi Felipe VI et modification du règlement sur les drapeaux et étendards, guidons, insignes et distinctifs, établi par le décret royal no 1511/1977, du 21 janvier.

## Description
Cet étendard est constitué d'un tissu de couleur cramoisie, de forme carrée, au centre duquel figurent les armoiries du roi Felipe VI. Outre les changements apportés aux armoiries, la couleur traditionnelle utilisée par les monarques est rétablie. Elle avait été remplacée par le violet sous le règne d'Isabelle II et de ses successeurs, et par le bleu foncé sous le règne de Juan Carlos Ier. Les dimensions des armoiries sont également augmentées par rapport au précédent étendard royal et reprennent celles établies en 2001 sur le drapeau personnel de Felipe comme héritier du trône.
L'étendard est fabriqué dans un tissu solide en laine ou en fibres synthétiques. Il est hissé sur les sites royaux d'Espagne et, pour indiquer la présence du roi, sur les casernes, les navires et bateaux de la marine espagnole, les véhicules (sur le territoire espagnol et en dehors si ces véhicules appartiennent aux forces armées espagnoles).
Il existe cinq tailles utilisées en fonction du lieu, de la météo ou du type d'événement (1 600 millimètres, 1 200 millimètres, 1 000 millimètres, 800 millimètres, 400 millimètres). Les éléments de l'étendard sont en outre intégrés au nouvel insigne de la Maison du roi, en vertu de l'annexe du décret royal no 527/2014 du 20 juin 2014. Cet insigne consiste en une plaque ovale en laiton émaillé de 35 millimètres de haut et 30 millimètres de large.

## Étendards historiques
| Étendards royaux |                     | |
| Étendard         | Dates               | Détails |
|                  | 1475-1492           | Le premier étendard des Rois Catholiques, entré en vigueur en 1475, consiste en un drapeau blanc avec les armoiries des monarques dans la partie centrale : les armoiries de Castille-et-Léon (écartelées), avec celles d'Aragon et de Naples-Sicile (divisées). Au sommet, une ancienne couronne royale (ouverte). |
|                  | 1492-1506           | À partir de 1492, l'étendard des Rois Catholiques comporte, avec les éléments utilisés jusqu'alors, les armoiries de Grenade et l'aigle de Saint Jean. |
|                  | 1556-1580 1668-1700 | La plupart des monarques de la maison d'Autriche, à l'exception de Philippe Ier et de Charles Ier, ont utilisé comme étendard royal (avec quelques modifications mineures), un drapeau cramoisi, avec les armes du monarque brodées dans sa partie centrale. Les armes moyennes étaient utilisées sans les crochets, le casque et les lambrequins. |
|                  | 1580-1668           | À partir de 1580, quand Philippe II d'Espagne est proclamé roi de Portugal, les armoiries du nouveau royaume apparaissent sur l'étendard. Elles y restent jusqu'à la reconnaissance de l'indépendance du Portugal en 1668, sous le règne de Charles II. |
|                  | 1700-1761           | Les premiers rois de la maison de Bourbon conservent comme étendard un drapeau cramoisi, de forme carrée, avec les armoiries royales (armes moyennes) brodées mais avec l'ajout de l'écusson aux armes des Bourbons et de l'ordre du Saint-Esprit. |
|                  | 1761-1834           | Charles III introduit dans l'étendard les modifications qu'il a apportées aux armes royales (en même temps que les nouvelles partitions, il a supprimé l'ordre du Saint-Esprit et l'a remplacé par l'ordre de l'ordre fondé par lui et connu sous son nom). L'étendard représente les armes royales entourées du collier de l'ordre de la Toison d'or. Il reste inchangé jusqu'au début du règne d'Isabelle II. |
|                  | 1838-1868 1875-1931 | Au début du règne d'Isabelle II, la couleur cramoisie est remplacée par le violet. Seul le collier de l'ordre de la Toison d'or apparaît. Après 1875 et la restauration de la monarchie, il ne subit aucune modification majeure sous les règnes de ses successeurs jusqu'en 1931. |
|                  | 1975-2014           | Avec Juan Carlos Ier, le fond est à nouveau modifié, avec l'introduction du bleu foncé et la réduction des dimensions des armoiries personnelles du roi. Cet étendard commence à être utilisé dès la proclamation de Juan Carlos Ier comme roi, deux ans avant sa réglementation légale par le décret royal no 1511/1977 du 21 janvier 1977. Il est pratiquement identique à celui que le roi utilisait en tant que prince d'Espagne depuis 1971. Celui-ci ne différait que par la représentation d'une couronne princière, fermée par quatre diadèmes, laquelle est remplacée par la couronne royale lorsque Juan Carlos Ier accède au trône. Selon Hugo O'Donnell, le choix du bleu foncé pourrait être dû à la volonté de le différencier de l'étendard utilisé par Franco en tant que chef d'État, qui était cramoisi. L'étendard continue à être utilisé comme drapeau personnel par Juan Carlos Ier depuis son abdication en 2014. |

## Pour approfondir